# Sidopekso
Sidopekso is een bestuurslaag in het regentschap Probolinggo van de provincie Oost-Java, Indonesië. Sidopekso telt 3711 inwoners (volkstelling 2010).